# ماتزندورف هولس
ماتزندورف هولس (به آلمانی: Matzendorf-Hölles) یک منطقهٔ مسکونی در اتریش است که در ناحیه وینر نوی‌اشتات-لاند واقع شده‌است. ماتزندورف هولس ۱۴٫۱ کیلومتر مربع مساحت دارد ۲۸۷ متر بالاتر از سطح دریا واقع شده‌است.